# Liste der Kulturgüter in Vufflens-la-Ville
Die Liste der Kulturgüter in Vufflens-la-Ville enthält alle Objekte in der Gemeinde Vufflens-la-Ville im Kanton Waadt, die gemäss der Haager Konvention zum Schutz von Kulturgut bei bewaffneten Konflikten, dem Bundesgesetz vom 20. Juni 2014 über den Schutz der Kulturgüter bei bewaffneten Konflikten sowie der Verordnung vom 29. Oktober 2014 über den Schutz der Kulturgüter bei bewaffneten Konflikten unter Schutz stehen.
Objekte der Kategorie A sind im Gemeindegebiet nicht ausgewiesen, Objekte der Kategorie B sind vollständig in der Liste enthalten, Objekte der Kategorie C fehlen zurzeit (Stand: 1. Januar 2023).

## Kulturgüter
| Foto |                                                                            | Objekt                                                                                                   | Kat. | Typ | Standort                       | Beschreibung |
| ---- | -------------------------------------------------------------------------- | --- | ---- | --- | ------------------------------ | ------------ |
| BW   | Datei hochladen                                                            | La Revereule, Siedlungsstelle der Eisenzeit / La Revereule, agglomération de l’âge du fer KGS-Nr.: 16525 | A    | F   | 530200 / 159600                |              |
| BW   | Datei hochladen · Wikidata zu Reformierte Kirche Saint-Etienne (Q29891633) | Reformierte Kirche Saint-Etienne / Église réformée Saint-Étienne KGS-Nr.: 06560                          | B    | G   | L’Arzillier 14 531021 / 158804 |              |